# 13 tháng 5
Ngày 13 tháng 5 là ngày thứ 133 (134 trong năm nhuận) trong lịch Gregory. Còn 232 ngày trong năm.

## Sự kiện
- 617 – Thời kỳ chuyển giao Tùy–Đường: Thủ lĩnh nổi dậy Tiết Cử xưng là "Tây Tần bá vương", mở rộng lãnh thổ ra khu vực nay là đông bộ Cam Túc.
- 923 – Tấn vương Lý Tồn Úc lên ngôi làm hoàng đế tại Ngụy châu, đặt quốc hiệu là Đại Đường, sử gọi là Hậu Đường.
- 1377 – Trần Nghệ Tông lập cháu gọi bằng bác là Trần Nghiễn lên ngôi (con của vua Trần Duệ Tông), tức vua Trần Phế Đế.
- 1779 – Hòa ước Teschen được ký kết: Chiến thắng chính trị của nhà vua nước Phổ Friedrich II Đại Đế trong cuộc Chiến tranh Kế vị Bayern.
- 1943 – Đệ Nhị Thế Chiến: Quân đoàn Phi Châu của Đức và quân Ý tại Bắc Phi đầu hàng quân Đồng Minh.
- 1955 – Chiến tranh Đông Dương: Việt Minh tiếp quản thành phố Hải Phòng.
- 1968 – Khai mạc phiên họp đầu tiên của cuộc hội đàm giữa đại diện Chính phủ Việt Nam Dân chủ Cộng hòa và Mỹ tại Paris.
- 1969 – Xung đột chủng tộc giữa người Hoa và người Mã Lai tại Kuala Lumpur, Malaysia khiến ít nhất 196 người thiệt mạng, dẫn đến đình chỉ Quốc hội.
- 1981 – Nhân vật tôn giáo cực đoan người Thổ Nhĩ Kỳ Mehmet Ali Ağca ám sát bất thành Giáo hoàng Gioan Phaolô II ở Quảng trường Thánh Phêrô.
- 1992 – Lý Hồng Chí lần đầu tiên diễn thuyết công khai về Pháp Luân Công tại Trường Xuân, Cát Lâm, Trung Quốc.

## Sinh
- 1491 – Nguyễn Bỉnh Khiêm, Trạng nguyên triều Hậu Lê, tức ngày 6 tháng 4 năm Tân hợi (m. 1585)
- 1841 – Nguyễn Phúc Miên Lịch, tước phong An Thành vương, hoàng tử con vua Minh Mạng (m. 1919)
- 1859 – Cầm Bá Thước, người lãnh đạo một cuộc khởi nghĩa chống Pháp năm 1885.
- 1879 – Ivan Mikitavič Sierada, chủ tịch đầu tiên của Rada Cộng hòa Nhân dân Belarus (m. sau 1943)
- 1920 – Nghiêm Thẩm, nhà nghiên cứu khảo cổ người Việt Nam (m. 1982).
- 1951 – Lý Hồng Chí, nhà sáng lập Pháp Luân Công người Mỹ gốc Hoa
- 1981 – Hiền Thục, nữ ca sĩ Việt Nam
- 1983 – Yaya Touré, cầu thủ bóng đá người Bờ Biển Ngà
- 1989 -
  - Tóc Tiên, nữ ca sĩ người Việt Nam
  - Đen, rapper, nhạc sĩ, người dẫn chương trình người Việt Nam
- 1991 – Phạm Hồng Phước, nam ca sĩ, nhạc sĩ, diễn viên điện ảnh người Việt Nam
- 1993 – 
  - Debby Ryan, diễn viên điện ảnh người Mỹ
  - Romelu Lukaku, cầu thủ bóng đá người Bỉ
- 1994 - Xuân Nghi, nữ ca sĩ, nhạc sĩ, diễn viên truyền hình người Việt Nam

## Mất
- 1573 – Takeda Shingen, (tiếng Nhật: 武田信玄, Vũ Điền Tín Huyền; 1521–1573), lãnh chúa (daimyo) của vùng Kai và vùng Shinano trong thời Chiến Quốc của Nhật Bản.
- 1891 – Nguyễn Phúc Lương Đức, phong hiệu An Thường Công chúa, công chúa con vua Minh Mạng (s. 1817)
- 2003 – Hà Triều, soạn giả cải lương.
- 2005 – Trần Thiện Thanh, nhạc sĩ, ca sĩ.

## Những ngày lễ và kỉ niệm
- Lễ Phật đản
- Ngày xóa bỏ chế độ nô lệ (Brasil) (1888).